# آنسینولا
آنسینولا سرده‌ای از قارچ‌ها می‌باشد. گونه‌های آن عامل بیماریزای بیماری سفیدک‌سطحی بر روی میزبان‌های گوناگون می‌باشند. دو محقق پیشنهاد کرده‌اند که این سرده مترادف اریسیفی خوانده شود اما عده‌ای با این پیشنهاد مخالف هستند. گونهٔ Uncinula necator یا مترادف آن Erysiphe necator، به انواع مختلف انگور حمله می‌کنند. دیگر گونه‌های آنسینولا طیف وسیعی از دولپه‌ای‌ها را مورد هجوم قرار می‌دهند.